# Ayyavazhi
El ayyavazhi (en tamil: அய்யாவழி) es un movimiento de creencias dhármicas (basadas en el dharma hinduista) que se originó en el sur de India (en la zona de habla tamil) a mediados del siglo XIX.
El ayyavazhi funciona de manera autónoma, pero no ha sido reconocido como una religión en sí mismo, sino como un vástago del hinduismo. Aunque no ha recibido el reconocimiento oficial, se ha desarrollado un fenómeno religioso distintivo presente en tres Estados del Sur de la India (Kanyakumari, Tirunelveli y Tuticorin). Es uno de los movimientos cada vez más extendidos de la India meridional; su rápido crecimiento ha sido recogido en los informes cristianos de misioneros durante la primera mitad del siglo XIX.
Las ideas y la filosofía de la religión se basan en las enseñanzas de Ayya Vaikundar: sus ideas y filosofía se basa en los textos religiosos Akilattirattu Ammanai y Arul Nool. Por ello, Ayya Vaikundar era el avatar purna de  Narayana. Ayyavazhi comparte numerosas ideas con el hinduismo  en cuanto a sus creencias y prácticas, pero se diferencia consideramblemente en sus conceptos de bien y mal y dharma. Ayyavazhi es clasificada como una creencia dhármica a cause de su foco en el dharma.

## Etimología
La etimología de la palabra ayyavazhi es algo incierta, aunque las diversas teorías tienen algunas cosas en común. Entender el sentido exacto de la palabra puede llegar a tener alguna dificultad.
- Trayectoria del padre: de la lengua tamil local ayya (padre) + vazhi (trayectoria). Este es el sentido que se deriva de la lengua hablada de uso general, ya que ayya es una palabra cariñosa que significa ‘estimado padre’ en la lengua local de los distritos meridionales del Tamil Nadu. La posibilidad de este sentido es sólida, porque las escrituras de la religión están en la forma de Ammanai, que es de uso popular en los trabajos literarios.

- La última verdad del amo: del tamil ayya (amo) + el vazhi (la última verdad) se deriva del uso literario de las palabras

- Sistema religioso del gurú: del tamil ayya (gurú) + vazhi (sistema religioso: vazhibadu en tamil)

- Manera de alcanzar los sagrados pies de dios: ayya (dios) + vazhi (manera de unificar)

Las versiones sinónimas de la frase no se restringen a un límite porque el uso de la palabra ayya en tamil varía mucho de significado: padre, gurú, el superior, una persona con dignidad, el respetable, el amo, el rey, el profesor, el preceptor y etc. La palabra vazhi en tamil también es polisémica: el camino, modo de conducta, manera, método, modo, causa, antigüedad, sucesión, sistema religioso, razón y así sucesivamente.

## Historia
El fenómeno religioso del ayyavazhi hizo sentir su presencia sobre todo por un movimiento popular a través del país, y su confluencia alrededor de Ayya Vaikundar en Poovandanthoppe, lo cual creó un entusiasmo en el país. La mayoría de las personas que participaron en este fenómeno religioso del ayyavazhi eran de sectores marginados y pobres de la sociedad. En la etapa inicial el desarrollo del movimiento ayyavazhi fue un gran desafío para los misioneros cristianos en su misión evangelizadora, según se evidencia en sus informes. Aunque la gran mayoría de los seguidores eran Chanar (un grupo social), fue evidente que la gente de diversas castas se mezcló.
A mediados de siglo XIX el movimiento ayyavazhi había comenzado a ser un fenómeno religioso reconocido que hacía sentir su presencia en Travancore del sur y Tirunelveli del sur. El crecimiento del fenómeno había aumentado perceptiblemente a partir de los años '40. Después de un tiempo, Ayya era presente corporal, la religión fue separada sobre la base de las enseñanzas de Vaikundar y de los libros religiosos Akilattirattu Ammanai y Arul Nool. Los cinco Citars y sus descendientes visitaron varias zonas del país y llevaron la misión según las instrucciones de Vaikundar. Mientras, la dinastía de Payyan comenzó la administración del pathi de Swamithoppe. Entretanto, Pathis tuvo la administración de los seguidores del ayya nativos de esos lugares. Por otra parte los centenares de Nizhal Thangals se presentaron a través del país por años. Bala Prajapathi Adikalar era uno de los descendientes de la dinastía de Payyan, una figura notable hoy en la historia del ayyavazhi. Él realizó fundaciones para una gran cantidad de Nizhal Thangals a través del Tamil Nadu y en algunas partes de Kerala y de Maharastra.

## Escrituras y lugares santos
Swamithoppe Pathi, jefaturas del ayyavazhi. Los libros santos del ayyavazhi son el Akilattirattu Ammanai y el Arul Nool, que son la fuente de la mitología de la religión. Se cree que el Akilattirattu Ammanai fue anotado por Hari Gopalan Citar oyendo los acontecimientos (contenido de Akilam) narrados por Narayana a su consorte Lakshmī. Pero no había una historia definida sobre el origen de Arul Nool; pero se cree que fue escrito por Citars y Arulalarkal (quiénes están poseídos por energía divina). Contiene los rezos, los himnos y las instrucciones para la liturgia del ayyavazhi, rituales, profecías y también muchos actos.
Para los devotos del ayyavazhi, hay cinco lugares santos (llamados Pathis), de los cuales Panchappathis es el más grande. Las actividades de Ayya Vaikundar se asocian históricamente a ellos. El templo de Swamithoppepathi es la jefatura de la religión del ayyavazhi. El Vakaippathi, donde estaban 700 familias envía a Thuvayal Thavasu de Vaikundar fue acreditado como Pathi en Akilam que este sitio no tiene sin embargo ninguna asociación directa con las actividades de Vaikundar. El Avatharappathi en Thiruchendur no fue aceptado por Akilam como Pathi. Pero desde Ayya Vaikundar encarnó en el mar, él también era considerado como lugar santo primario. Hay también algunas denominaciones que se oponen fuertemente Thiruchendur como Pathi que lo aceptan sin embargo como sitio santo secundario. Puesto que todo el Panchappathis estaba en el distrito de Kanyakumari, el distrito en su totalidad es considerado como sitio sagrado por los seguidores a escala nacional del ayyavazhi.

## Simbolismo
El símbolo de la religión del ayyavazhi es un loto de 1008 pétalos, que lleva un namam blanco. El loto representa los 1.008 pétalos Sahasrara (en Tamil, Ladam) y el Namam representa el Aanma Jyothi o atman, traducido a veces como ‘alma’ o ‘uno mismo’. Hay referencia para Thirunamam en escritos primarios y secundarios, Akilattirattu Ammanai y Arul Nool. Pero parece que no hay referencia directa para el símbolo, ‘loto que lleva namam’, allí. Pero según algunas leyendas este símbolo estaba funcionando en ayyavazhi a partir de los años cuarenta, a comienzos del siglo veinte.

## Centros de adoración
Pathis y Nizhal Thangals eran centros de adoración y de enseñanza religiosa establecidos en diversas partes del país por los seguidores devotos del ayyavazhi. Sirvieron como centros para la propagación de la creencia y de las prácticas del ayyavazhi. Hay más de 7000 centros de adoración a través de la India del sur. Puesto que ayyavazhi no es una religión organizada, Swamithoppepathi sirve, religioso pero no oficialmente, como las jefaturas de todos.

### Pathis
Pathis eran los centros importantes de la adoración congregacional, siendo estructuras relativamente más grandes como el de un templo. Obtienen su significación del hecho de que Ayya Vaikundar y sus actividades fue asociado históricamente a estos centros de adoración. Eran seis en gran número.

### Nizhal Thangals
Nizhal Thangals eran estructuras simples, no grandes, construidas con el fin de la adoración, y para aprender las enseñanzas de Ayya Vaikundar. Sirvieron como centros de la educación durante esos días. El alimento y el abrigo fueron ofrecidos al necesitado en estos centros. Incluso algunos de ellos fueron establecidos cuando Vaikundar era presente corporal. Todavía la caridad en el alimento es una de las actividades principales en estos centros.

## Creencia
Los adherentes del ayyavazhi creen en la reencarnación y el Dharma Yukam pero condenan el sistema de casta. También rechazan el uso del murti en la adoración, pero Ayya Vaikundar reconoció la necesidad humana de una imagen de enfocarse encendido e introdujo un símbolo no-antropomorfo (véase Nizhal Thangal).
Esta práctica es similar a la de otras sectas hindúes que utilizan símbolos no-antropomorfos. Shaivism, por ejemplo, utiliza el linga como el símbolo del dios, mientras que Vaishnavism utiliza el saligrama. Así mismo, en ayyavazhi, el Elunetru, que se coloca en el Palliyarai, se considera un asiento del dios más que el dios mismo. Igual es verdad del nombre alternativo del Elunetru, asanam, que significa ‘asiento’.
Las creencias ayyavazhi se relacionan con las del smarta y el advaita vedanta.
Por lo tanto, los seguidores del ayyavazhi creen que Brahmá, Vishnú y Shivá son tres aspectos del mismo dios (véase también ayyavazhi e hinduismo).
Mientras que una cierta demanda que la creencia de Akilattirattu está relacionada con Dvaita y Vishishtadvaita, la religión ayyavazhi endosa el concepto de la unidad última.
Los seguidores del ayyavazhi se diferencian de otros hindúes en que reconocen una figura muy parecida al Satanás de Occidente (llamado Kroni), que es la manifestación primordial del mal y que en diversas edades o iugas se manifiesta de varias formas (por ejemplo, como Ravana y de Duriodhana).
Igualmente, el único dios (llamado Vishnú) se encarna en distintas eras como sus avatares, incluyendo Rāma, Krishná y finalmente como Ayya Vaikundar.
Kroni, el alcohol de Kali Yuga, resulta omnipresente en esta edad y esta es una de las razones por las que los seguidores del ayyavazhi, como otros hindúes, creen que el iuga (era) actual, Kali Yuga, es tan decadente.
La caridad es la misión principal del ayyavazhi.
Por lo menos una vez al mes se puede ver anna dharma (ofrendas de alimento, siendo anna: ‘granos’ y dharma: ‘deber’) en los centros ayyavazhi de adoración.

## Definición de dharma
En el universo religioso del ayyavazhi, las enseñanzas en dharma tienen dos niveles, a saber:
- Uno, como principio del «camino correcto», y el otro, como actividad concreta de la «caridad» o de dar. Como principio, ayyavazhi afirma que el motivo primero del avatar de Vaikundar era establecer el dharma en este mundo destruyendo la fuerza malvada de Kaliyan. Pero de esta manera, separó las identidades de la casta indicando que no fue satisfecho para el actual Kali Yukam. Una, escrita en akilam dice, «molde lejos los diablos cabeza-que sacuden a las dieciocho castas adentro al mar, a la montaña y al fuego».

En Akilam, sucedió que la gente, escuchando las enseñanzas de Vaikundar, realizó el mal de Kali, es decir, Kroni era retirado gradualmente del mundo y que el dharma era establecido con más firmeza. Transportado al plano social, este principio del dharma era considerado como la misión de «proteger o de salvar al humilde u oprimido». Una cita en Vinchai lee, «al levantamiento inferior es dharmam». Como actividad práctica en sociología, la doctrina del dharma significó caridad y dar. Esta fue enseñada para ser la manera de buscar a dios. Se suplicó que emprendiera caridad en bienes materiales, y la gente lo hace especialmente sin discriminar entre los beneficiarios. Es interesante observar que el gran santo indio, Swami Vivekananda aplicó este principio del concepto del dharma del ayyavazhi en la práctica y este puede conducir la ayuda a algunos seguidores del ayyavazhi que demanden que la religión lo influenció.

## Dios
La teología del ayyavazhi se diferencia de otras religiones monoteístas. Habla de Ekam, el último Elegido del cual todo lo que existe formó. También habla de un elegido que exista detrás de todas las diferencias. Habla del dios Sivam y de la diosa Sakthi y tres dioses menores, Siván, Vethan y Thirumal. También habla de otros pocos dioses.
Pero en Kali Yukam, debido a la naturaleza cruel de los favores ofrecidos a Kaliyan, Thirumal no puede destruir el sexto fragmento de Kroni directamente así que unificaron a todos las Cabezas Divinas en el Ekam, y Ekam encarnado en el mundo como trinidad (Ekam, Narayana y ser humano) para superar los favores y para destruir Kali. Akilattirattu Ammanai también habla de Dharma Yukam en el cual Vaikundar gobierna como un rey. Puesto que todos fueron unificados en Vaikundar, en Kali Yukam Vaikundar era la energía suprema y él era el único dios que se podía adorar. En este respeto ayyavazhi también se ve como religión monoteísta.

## Mitología
La mitología del ayyavazhi hace explícito el hecho de que la esencia de esta visión es una historia: que está más allá de un presente y un futuro: significado tejiendo junta de hechos empíricos así como cuentas míticas. Revela alrededor tres tipologías axiomáticas, a saber Santror, Kali Yukam y Dharma Yukam. El transcurso con el más allá de, un presente, y un futuro de una manera teleological. Los conceptos básicos dan una visión simbólica que sea inmediatamente religiosa y social.
Fue ligada de cerca a la del hinduismo. La primera parte, que habla de los yugas anteriores y del advenimiento de Kali, comparte algunos acontecimientos, caracteres míticos, y conceptos con el Hinduismo. Pero regeneraron muchos de ellos en diversa forma. El número de Yugas y de Avatares a diferencia del ayyavazhi al Hinduismo. La opinión sobre Kali es diferente y fue personificada en ayyavazhi, que no fue encontrado en el Hinduismo. Distinguiendo esto, Akilam dice que los conceptos verdaderos fueron destruidos, de modo que todos las escrituras anteriores hubieran perdido sus sustancias debido al advenimiento de Kali. Vea el artículo, el ayyavazhi y el Hinduismo, para una discusión de las semejanzas y de las diferencias entre ellas.
En la segunda parte, el libro habla del dios que encarna en el mundo en el Kali Yukam (la edad actual) para destruir el alcohol malvado, el final y la manifestación más seria de Kroni. El dios encarna como Vaikundar, y desde que vivió Vaikundar recientemente, él era bien sabido en historia. Tan en la segunda parte de la mitología muchos mitos así como hechos históricos fueron tejidos juntos. La mayor parte de los acontecimientos fueron observados en la historia.

## Nuevo fenómeno religioso
Se puede concluir que ayyavazhi emergió como “nuevo y singular” fenómeno religioso. En medio de las varias tradiciones: el Hinduismo sánscrito, el cristianismo nuevo-introducido, el Islam no tan prominente, y las formas populares establecidas de la adoración: ayyavazhi se convertía como forma religiosa-cultural distintivo alternativa en la India del sur, su lugar del origen.
Este hecho había sido reconocido por los seguidores del ayyavazhi. Trataron su religión con una nueva nomenclatura, Ayya Vazhi (‘la trayectoria o la manera de Ayya’), y de tal modo confirmaron su nueva identidad. La consideraban, por un lado, como mantequilla de búfalo batida, fuera de las tradiciones religiosas existentes y, por el otro, como un nuevo fenómeno que había venido a sustituir las viejas tradiciones. Creyeron, por una parte, que Vaikundar «había unificado» todas las deidades existentes y, por otro lado, que la esencia de las viejas tradiciones había ido mal con el advenimiento de Vaikundar. Pusieron su religión dentro de las tradiciones existentes pero la percibieron para ser diferentes de ellas.
El aspecto que distingue del ayyavazhi es que necesita ser considerado contra la perspectiva de la tradición sanskritic que pre-eminencia fue mantenida por el estado. Que ayyavazhi había emergido diferentemente contra esta tradición religiosa es un indicador a su singularidad distinta.
La aparición del ayyavazhi necesita ser considerada también contra la presencia de los Británicos en la India. De una perspectiva sociológica, los movimientos de reforma en general eran patronizados por los Británicos en el siglo diecinueve Thiruvithankur. Pero ayyavazhi nunca fue patronizado por los Británicos; se presentó y se estableció sin su ayuda. En un sentido, era contra el sistema establecido, presentándose para ser algo nuevo, en términos de diferencia y en términos de carácter sintético. Se llamó nuevo, así como un medley de las tradiciones existentes.